# Het Licht (1946)
Het Licht was een Antwerpse krant uit de tweede helft van de 20ste eeuw. 
De 10-daagse krant werd voor het eerst uitgegeven in 1946 en volledig geredigeerd door één persoon, Marc Baert.
Elke aflevering van het blad bestond uit dezelfde twee onderwerpen:
- een aflevering van een scheikundige encyclopedie
- politieke en maatschappelijke standpunten